# Calle de San Prudencio
La calle de San Prudencio es una vía pública de la ciudad española de Vitoria.

## Descripción

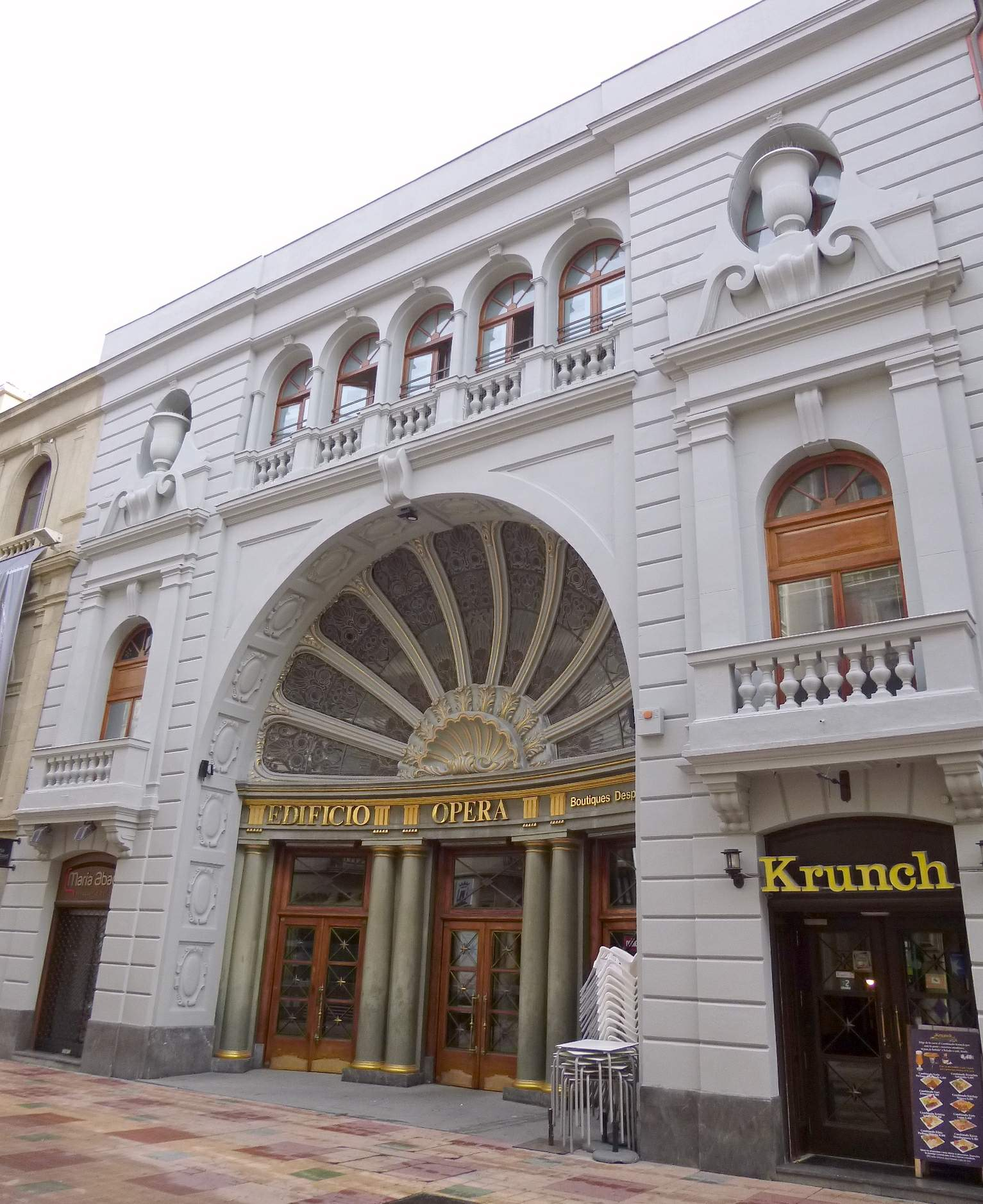
El edificio Ópera, antiguo Gran Cinema Vesa

La vía, que ostenta el título actual desde 1880, discurre desde la calle de San Antonio hasta la de los Fueros. En el cruce con la de Eduardo Dato forma la plaza del Arca. El tramo desde la calle de Eduardo Dato —antes conocida como calle de la Estación— hasta la de Fueros es el original, mientras que el restante se añadió en 1917. Aparece descrita en la Guía de Vitoria (1901) de José Colá y Goiti con las siguientes palabras:

Calle de San Prudencio.—Se le dió este título en 1880, que es el primitivo, y principia en la calle de la Estación y termina en la de los Fueros. El número 11 es la fábrica «La Eléctrica Vitoriana.»
(Colá y Goiti, 1901, p. 56)

Honra con el título a Prudencio, anacoreta y clérigo natural de la vecina localidad de Armentia que llegaría a ser obispo de Tarazona, santo patrón de la provincia de Álava. Importante centro cultural de la ciudad, están en la calle el Teatro Principal y los cines Florida. También estuvieron en la calle el Gran Cinema Vesa, operado por la Vitoriana de Espectáculos y ahora reconvertido en oficinas, el Teatro Príncipe y el Frontón Vitoriano. A lo largo de los años, han tenido sede en los portales de la vía la oficina de Correos, el Centro Vasco, los talleres de El Eco de Álava, el Deportivo Alavés, el Aero Popular Alavés, la Unión Filatélica y Fotográfica Alavesa, la Unión Misional del Clero, el Casino Artista Vitoriano, el Banco Santander, la Eléctrica Vitoriana, la Filarmónica Vitoriana y la Delegación Provincial del Instituto Nacional de Estadística, entre otras instituciones y diversos comercios. El bombardeo de Guernica se orquestó desde el hotel Frontón sito en la calle.